# Юрика (озеро)
Юрика — пресноводное озеро на территории Кривопорожского сельского поселения Кемского района Республики Карелии.

## Общие сведения
Площадь озера — 3,3 км², площадь водосборного бассейна — 756 км². Располагается на высоте 100,3 метров над уровнем моря.
Форма озера лопастная, продолговатая: оно вытянуто с запада на восток. Берега каменисто-песчаные, преимущественно заболоченные.
Через озеро протекает река Шомба, впадающая в реку Кемь. В залив западной оконечности озера впадает река Кауги, несущая воды из озёр Маталакауги и Шювякауги.
Код объекта в государственном водном реестре — 02020001011102000006141.